# Draugiem.lv
Draugiem.lv es una red social de Internet. Hasta diciembre de 2011, era la más importante de las redes sociales de Letonia, superando incluso a Facebook.    Contaba con más de 2,5 millones de usuarios en 2010. También es popular en Polonia e Hungría. Tiene versiones en 4 idiomas: ruso, letón, húngaro e inglés.

## Historia y funcionamiento
Draugiem.lv entró en funcionamiento en 2004. Por muchos años se caracterizó por ser relativamente cerrada, ya que para unirse a ella se necesita una invitación previa de otro usuario ya existente.